# Moses Ndiema Masai

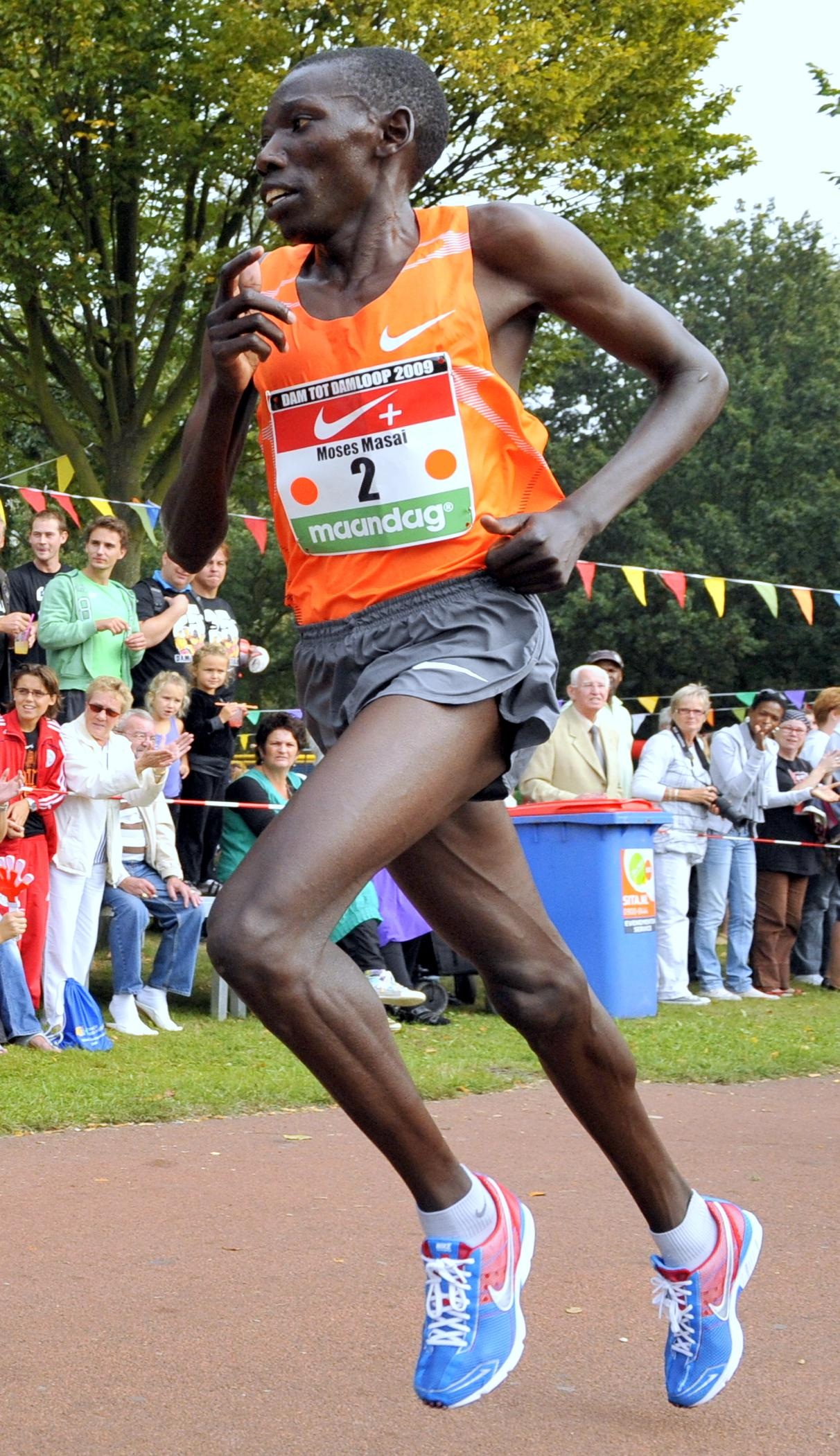
Moses Ndiema Masai beim Dam tot Damloop 2009

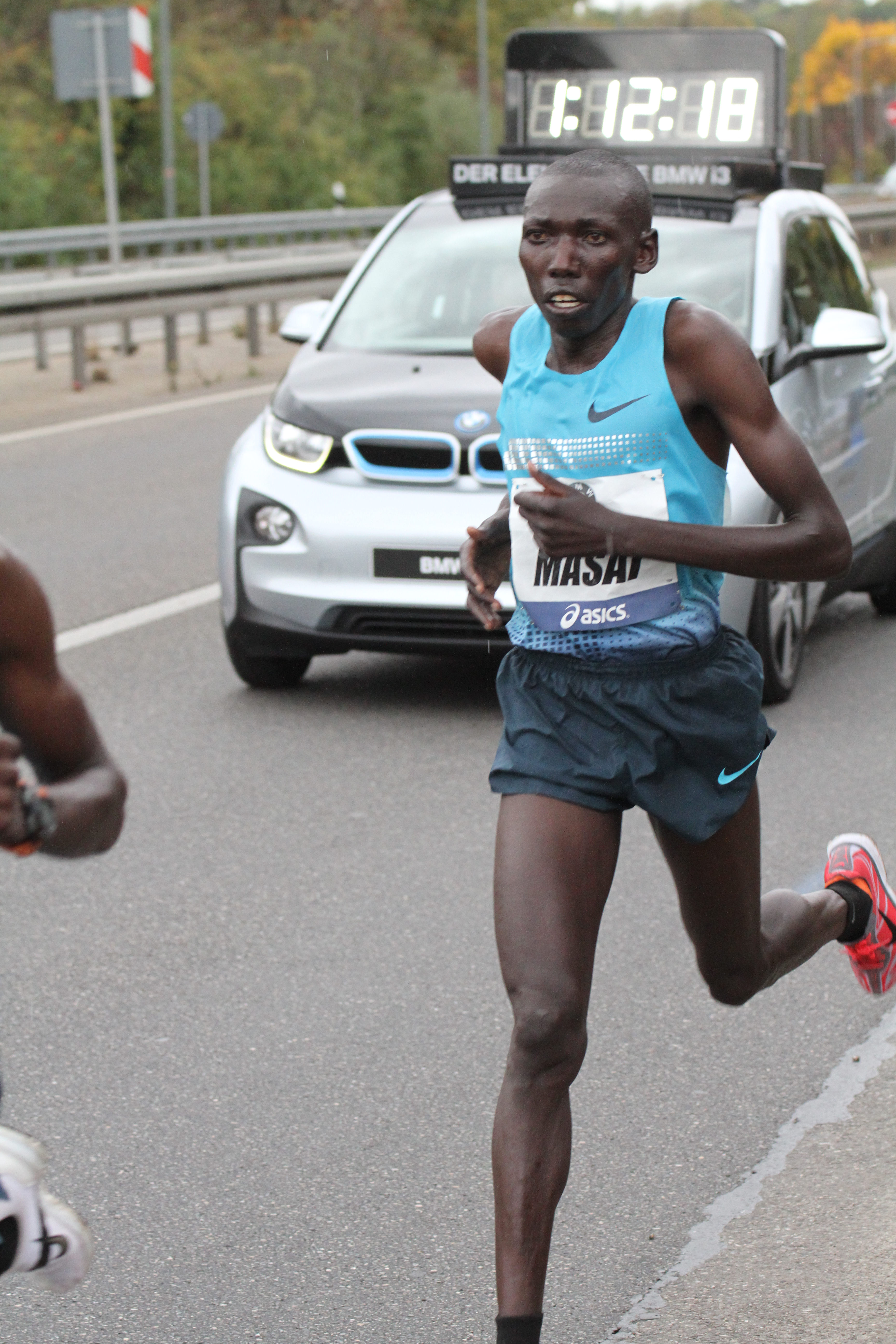
Moses Ndiema Masai beim Frankfurt-Marathon 2013

Moses Ndiema Masai (* 1. Juni 1986 in Kapsogom, Mount Elgon District) ist ein kenianischer Langstreckenläufer.
2004 wurde er nationaler Jugendmeister im 10.000-Meter-Lauf. 2005 wurde er Siebter beim Juniorenrennen der Crosslauf-Weltmeisterschaften in Saint-Galmier und afrikanischer Juniorenmeister über 5000 und 10.000 Meter. 2006 und 2007 gewann er das São Silvestre da Amadora.
2008 wurde er Fünfter bei den Crosslauf-Weltmeisterschaften in Edinburgh, siegte beim Parelloop über 10 km, lief beim ISTAF die 5000 Meter in 12:50,55 min und qualifizierte sich für den 10.000-Meter-Lauf der Olympischen Spiele in Peking, bei dem er Vierter wurde.
Bei den Weltmeisterschaften 2009 in Berlin gewann er die Bronzemedaille über 10.000 Meter. Im weiteren Verlauf der Saison folgten Siege beim Dam tot Damloop und bei der San Silvestre Vallecana.
2010 stellte er bei der World’s Best 10K mit 27:19 min einen Streckenrekord auf und wurde Zweiter beim Dam tot Damloop. 2012 qualifizierte er sich mit einem zweiten Platz über 10.000 Meter beim Prefontaine Classic für die Olympischen Spiele in London, bei denen er auf den zwölften Platz kam.
2013 belegte er beim Dubai-Marathon den 17. Platz und gab beim Frankfurt-Marathon auf. 2014 wurde er Fünfter beim Düsseldorf-Marathon.
Der 1,72 Meter große Sportler ist bei der kenianischen Polizei angestellt, für die er auf nationaler Ebene startet. In der Nationalmannschaft wird er von Julius Kirwa trainiert. Zusammen mit seiner Ehefrau Doris Chepkwemoi Changeywo und seiner Schwester Linet Chepkwemoi Masai, der 10.000-Meter-Weltmeisterin von 2009, lebt der Sohn des früheren Läufers John Barasa Masai in Iten.

## Persönliche Bestzeiten
- 3000 m: 7:44,75 min, 7. Juni 2009, Eugene
- 5000 m: 12:50,55 min, 1. Juni 2008, Berlin
- 10.000 m: 26:49,20 min, 14. September 2007, Brüssel
- 10-km-Straßenlauf: 27:19 min, 28. Februar 2010, San Juan
- Halbmarathon: 1:02:42 h, 25. Januar 2013, Dubai
- Marathon: 2:10:36 min, 27. April 2014, Düsseldorf